# Francisco Cordovil Camacho
Francisco Cordovil Camacho (?, ? - ?, 15 de setembro de 1642) foi um administrador colonial português.
Foi capitão-mor da capitania do Grão-Pará, de 26 de maio de 1641 a 15 de setembro de 1642.